# Tortula ruralis
Tortula ruralis là một loài Rêu trong họ Pottiaceae. Loài này được (Hedw.) F. Weber & D. Mohr miêu tả khoa học đầu tiên năm 1803.

## Hình ảnh

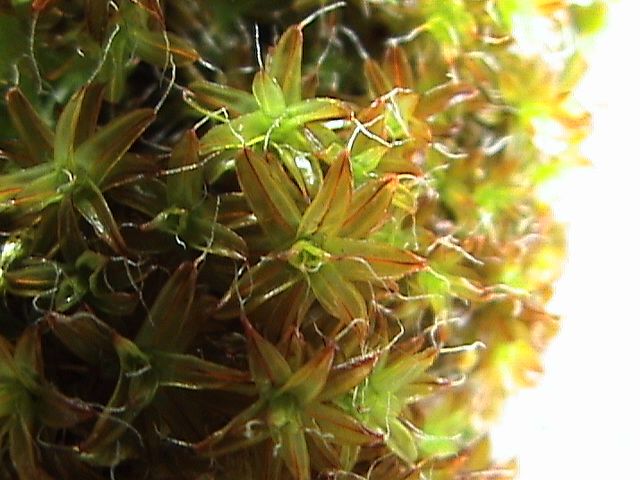
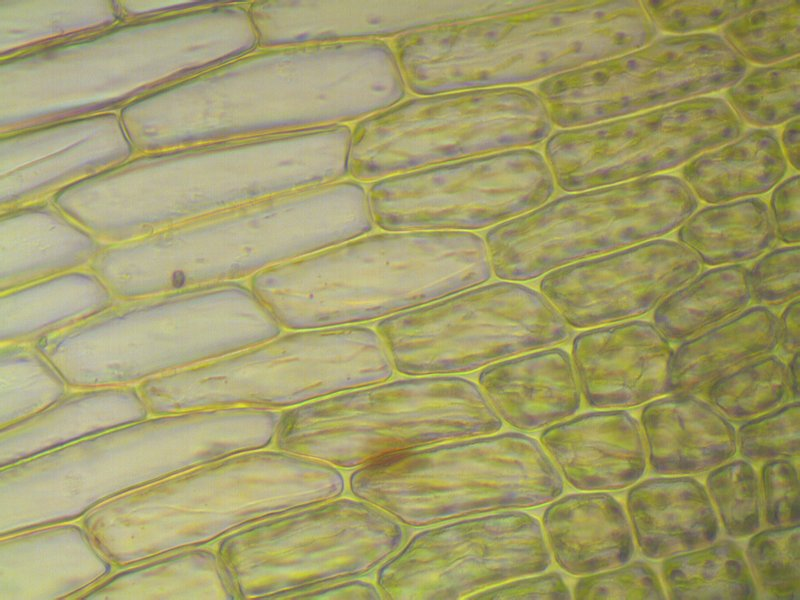
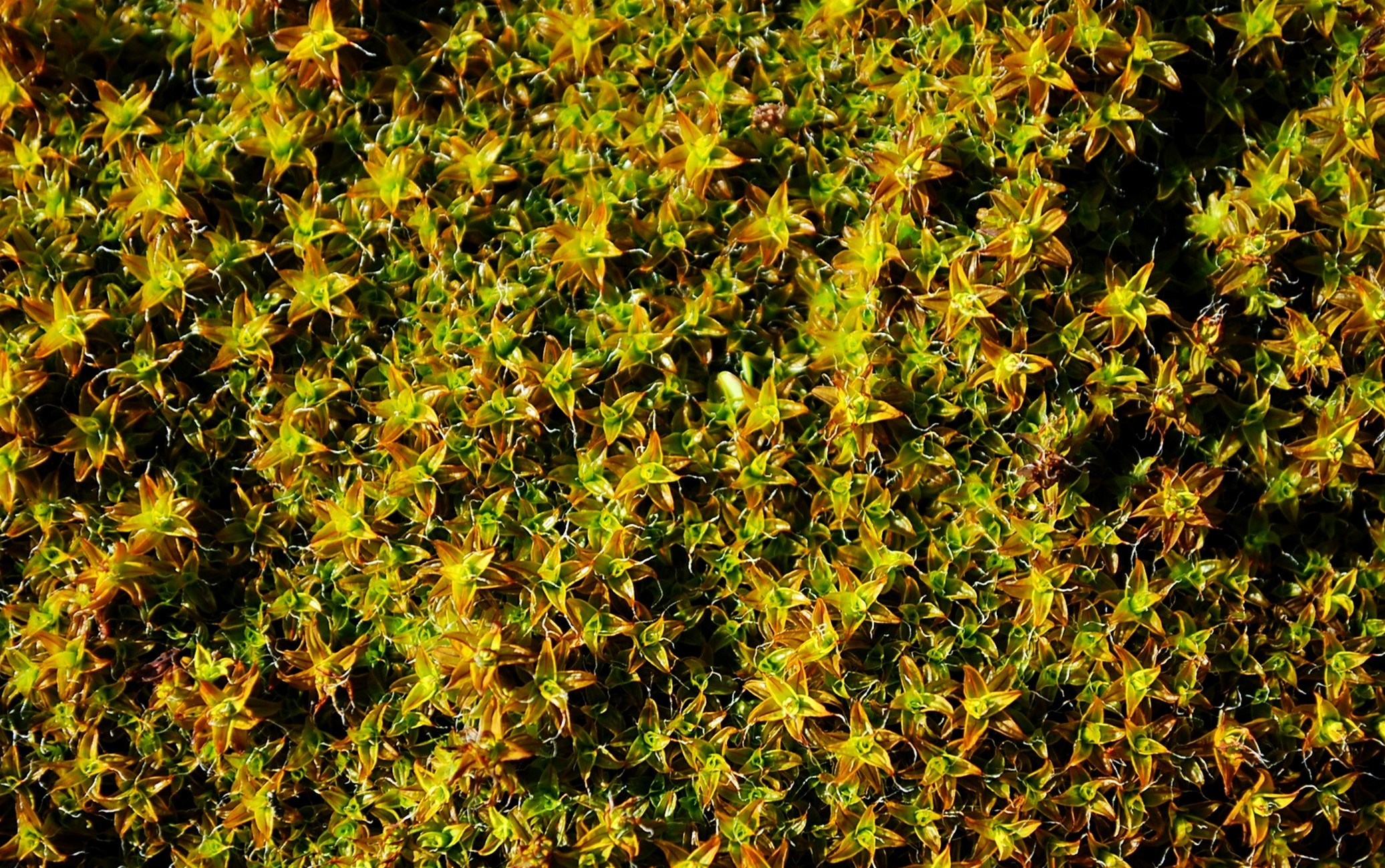
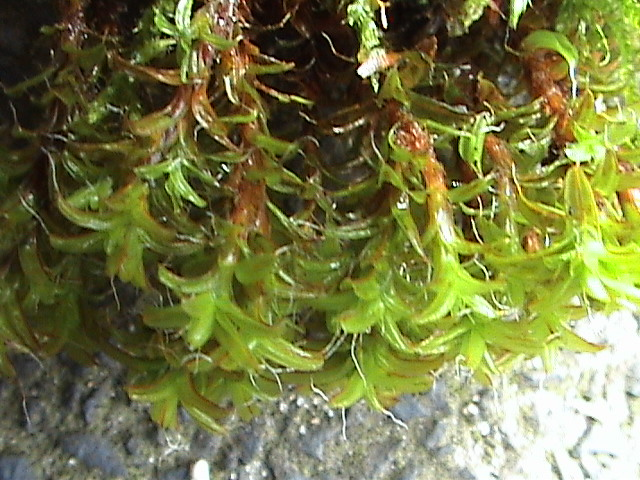